# Nyoro (langue)
Pour les articles homonymes, voir Nyoro.
Le nyoro (ou runyoro) est une langue bantoue parlée par la population nyoro en Ouganda.